# Лариано
Лариа̀но (на италиански: Lariano) е град и община в Централна Италия, провинция Рим, регион Лацио. Разположен е на 350 m надморска височина. Населението на общината е 13 073 души (към 2010 г.).